# Parapuzosia seppenradensis
Parapuzosia seppenradensis é a maior espécie conhecida de amonite .  Viveu durante a Época da Campânia Inferior do período Cretáceo Superior, em ambientes marinhos no que hoje é a Vestfália, no Sudoeste da Alemanha . Um espécime, encontrado em Seppenrade perto de Lüdinghausen, Alemanha em 1895 mede 1,8 metros (5,9 pé) de diâmetro, embora a câmara viva esteja incompleta.
O fóssil original está exposto no foyer do Museu de História Natural da Vestefália, Münster, Sudoeste Alemão. Certa vez, estimou-se que, se completo, este espécime teria um diâmetro de aproximadamente 2,55 metros (8,4 pé)  ou mesmo 3,5 metros (11 pé) .  No entanto, um estudo em 2021 estimou o diâmetro dos maiores espécimes em cerca de 2 metros (6,6 pé) .  A massa viva total foi estimada em 1 455 quilogramas (3 200 lb), dos quais a casca constituiria 705 quilogramas (1 600 lb) . 